# Орлов, Иван Андреевич (богослов)
Ива́н Андре́евич Орло́в (ум. 2 апреля 1890) — русский писатель

 и богослов, магистр Санкт-Петербургской духовной академии.
Сначала Орлов закончил Санкт-Петербургскую семинарию, после чего учился в Санкт-Петербургской духовной академии, которую закончил в 1885 году. Затем он стал работать на должности преподавателя русского языка в Санкт-Петербургском Александровском духовном училище и учителя арифметики в женском епархиальном училище имени митрополита Исидора. Будучи сотрудником «Церковного Вестника», Орлов опубликовал в нём несколько статей и заметок. В 1888 году он получил степень магистра богословия после защиты диссертации «Труды св. Максима Исповедника по раскрытию догматического учения о двух волях во Христе». Скончался в 1890 году на 30-м году жизни.